# 哲學心理學
哲學心理學（philosophical psychology），為馮特提出科學心理學之前心理學的通稱，於古代的不同時期有定同的定義。

## 各時期對哲學心理學的概念
古代時期的定義為「心理學是研究靈魂之學」。
近代時期的定義為「心理學是研究心靈之學」。
在科學心理學誕生之初，定義改為「心理學是研究意識的科學」。
但是在二十世紀20年代初期至60年代，哲學心理學的概念被行為主義否定，行為主義盛行時強調心理學的研究因無法研究內在意識的變化過程，且受限於相關研究工具的缺乏，無法在不傷害人體的情況下研究人體的內部變化，因此對意識的問題是存而不論，一直到二十世紀中後期，相關的工具陸續發明並廣泛應用於醫學上的臨床實驗後，心理學研究內在心智歷程的研究計畫才陸續被提出，並導致認知主義的盛起，意識方面的研究才再度受到重視。
因此現在對哲學心理學的定義採用「心理學是研究人性的科學」。

## 主要的四大爭議
1、心身關係問題（mind-body problem）
主要的理論有一元論（monism），包括了唯物論（materialism）與唯心論（idealism）。另一個理論是二元論（dualism），包括了心身交感論（psychophysical interactionism）與心身平行論（psychophysical parallelism）
2、天性與教養問題（nature-nurture controversy）
爭論的焦點除了先天與後天何誰重要外，還包括了人性本善、人性本惡等方面。
3、自由意志與決定論問題（free will versus determinism）
主要是在探討決定論與自由意志的問題。其中的決定論包括了物質決定論（determinism）、環境決定論（environmental determinism）與精神決定論（psychical determinism）並有相對立的非決定論（indeterminism），其重要的代表理論是自由意志。
4、知識來源的問題（origins of knowledge）
其主要是探討人類如何获得知識，主要的學派有理性主義與經驗主義。